# ALDI
ALDI (acronimo di ALbrecht-DIscount) è una multinazionale tedesca attiva nel settore della grande distribuzione organizzata, ed è una delle principali aziende del mondo nel suo settore. 

## Storia

Distribuzione di ALDI in Europa (Sud arancione, Nord blu).

I fondatori della catena sono i fratelli Karl e Theo Albrecht, che aprirono il loro primo negozio nel 1946 rilevando l'attività fondata dalla madre nel 1913.
Negli anni '60 i due fratelli introdussero il marchio ALDI e, dopo una discussione sull'opportunità di vendere sigarette nei loro negozi, decisero di separare la catena di supermercati in due, dando origine ad Aldi Nord (gestita e amministrata da Theo), e Aldi Süd (gestita e amministrata da Karl), che si spartiscono i Länder della Germania e l'Europa senza farsi concorrenza.
I fratelli sono andati in pensione nel 1993, restando proprietari e come tali sono stati considerati fra gli uomini più ricchi del mondo fino alla loro morte.
Nel 2019 Aldi era l'ottava catena distributiva al mondo per fatturato ed era presente in 18 paesi.
Nel 2024, nell'album del duo ¥$ "VULTURES 1", Aldi viene citata nella canzone "PROBLEMATIC" da Kanye West che afferma di aver fatto acquisti ad Aldi.

## Nel mondo

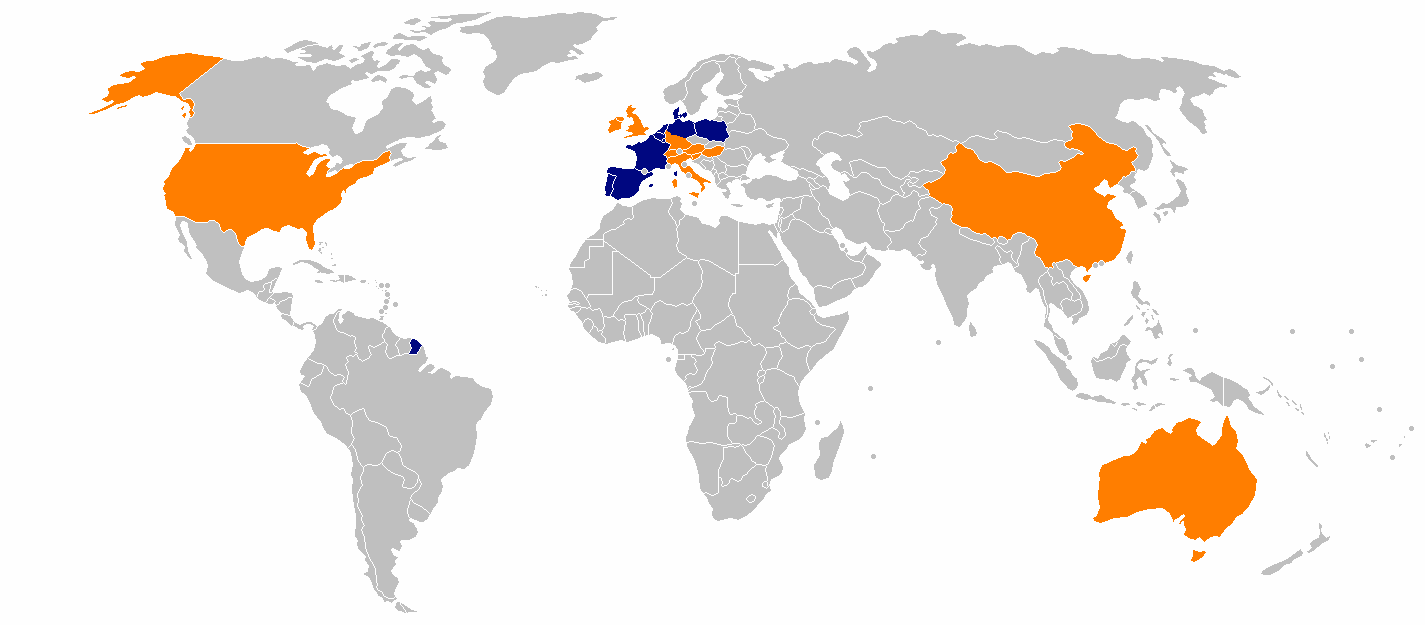
Aldi nel mondo: Aldi Nord (blu), Aldi Süd (arancione).

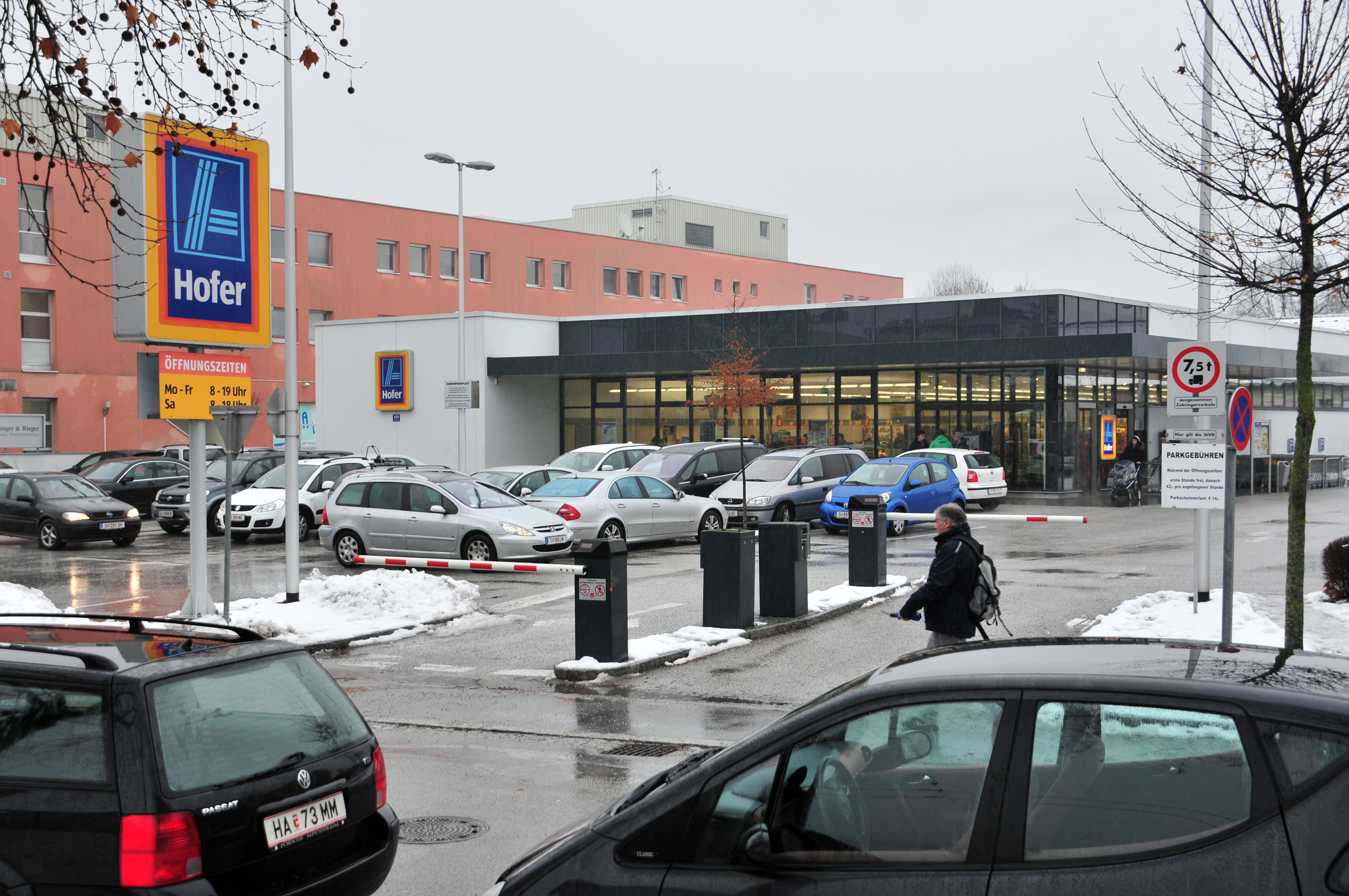
Un negozio ALDI Hofer a Salisburgo, in Austria.

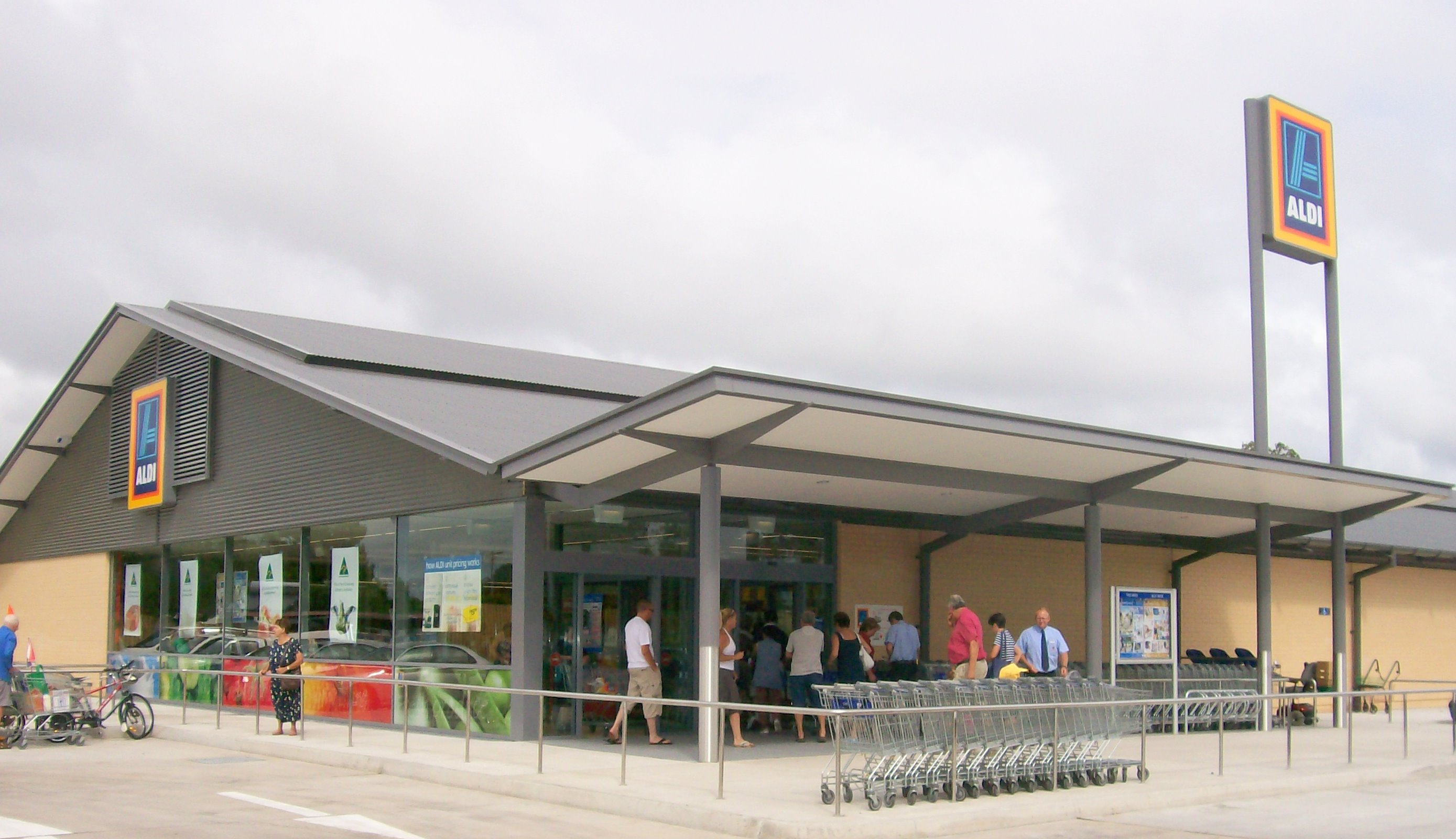
Un negozio ALDI nel Queensland.

Aldi è principalmente una catena tedesca, e in subordine europea. Gli unici paesi extraeuropei dove è operativa sono gli Stati Uniti,  l'Australia e la Cina.
| Paese       | Nome         | Gruppo | Dal  | Negozi |
| ----------- | ------------ | ------ | ---- | ------ |
| Germania    | Aldi         | Nord   | 1946 | 2.201  |
| Germania    | Aldi Süd     | Süd    | 1946 | 2.011  |
| Australia   | Aldi         | Süd    | 2001 | 590    |
| Austria     | Hofer        | Süd    | 1968 | 541    |
| Belgio      | Aldi         | Nord   | 1973 | 453    |
| Francia     | Aldi         | Nord   | 1988 | 1.321  |
| Irlanda     | Aldi         | Süd    | 1998 | 161    |
| Italia      | Aldi         | Süd    | 2018 | 197    |
| Lussemburgo | Aldi         | Nord   | 1990 | 17     |
| Paesi Bassi | Aldi         | Nord   | 1973 | 488    |
| Polonia     | Aldi         | Nord   | 2008 | 251    |
| Portogallo  | Aldi         | Nord   | 2006 | 122    |
| Slovenia    | Hofer        | Süd    | 2005 | 92     |
| Spagna      | Aldi         | Nord   | 2002 | 394    |
| Svizzera    | Aldi Suisse  | Süd    | 2005 | 241    |
| Regno Unito | Aldi         | Süd    | 1989 | 1.021  |
| Ungheria    | Aldi         | Süd    | 2008 | 172    |
| Stati Uniti | Aldi         | Süd    | 1976 | 2.338  |
| Stati Uniti | Winn-Dixie   | Süd    | 2024 | 369    |
| Stati Uniti | Harveys      | Süd    | 2024 | 25     |
| Stati Uniti | Trader Joe's | Nord   | 1979 | 587    |

| Numero totale di negozi Aldi Nord | Numero totale di negozi Aldi Nord | Numero totale di negozi Aldi Nord | Numero totale di negozi Aldi Nord | 5.834 |
| Numero totale di negozi Aldi Sud  | Numero totale di negozi Aldi Sud  | Numero totale di negozi Aldi Sud  | Numero totale di negozi Aldi Sud  | 7.746 |

### Italia

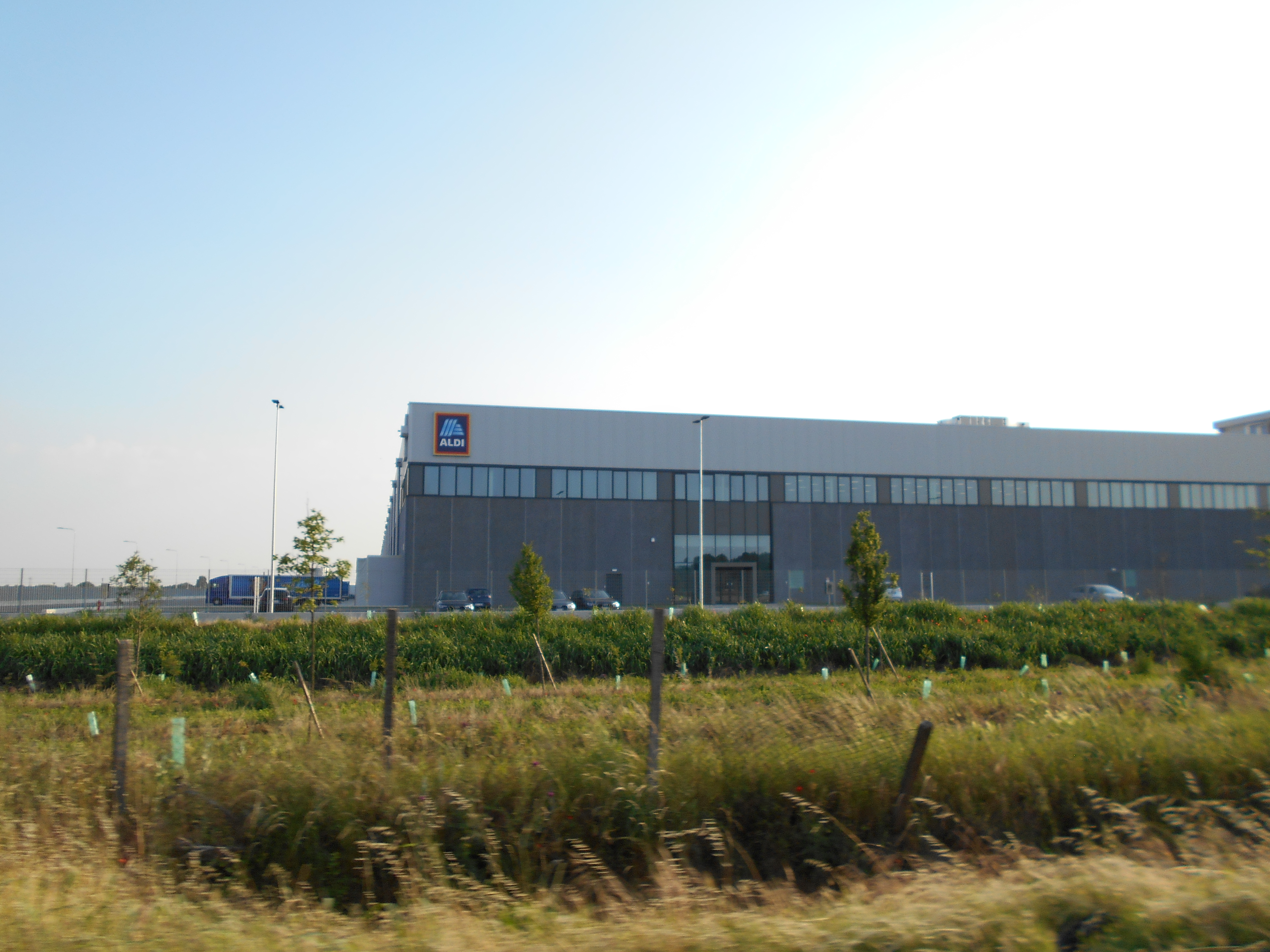
Centro logistico a Oppeano visto dalla Transpolesana.

A maggio 2015 la controllata austriaca di Aldi Süd, Hofer, ha annunciato l'intenzione di entrare in Italia, e a dicembre ha creato una srl con base amministrativa a Verona e poco dopo apre il sito internet ufficiale e incomincia la ricerca di immobili.
Nel dicembre 2016 sono partiti i cantieri per la costruzione del polo logistico a Oppeano inaugurato nel corso dell'anno successivo. Il 1º febbraio 2018 Aldi Italia lancia la sua pagina su Facebook.
I primi 10 negozi sono stati aperti contemporaneamente il 1º marzo 2018; ad essi sono seguite altre 40 aperture nel Nord Italia, raggiungendo quota 50 punti vendita a fine 2018. Dopo aver raggiunto un numero di 51 punti vendita in sei regioni del Nord nel primo semestre, Aldi chiude il 2020 raggiungendo quota 100 negozi. A fine 2021 ha 138 negozi. A maggio 2020 Aldi ha poi aperto il secondo polo logistico a Landriano.
Questo è il dettaglio a marzo 2025 della presenza italiana di ALDI, limitata al Nord:
| Regione               | Numero di negozi |
| --------------------- | ---------------- |
| Emilia-Romagna        | 31               |
| Friuli-Venezia Giulia | 17               |
| Lombardia             | 67               |
| Piemonte              | 25               |
| Trentino-Alto Adige   | 13               |
| Veneto                | 44               |

## Pratiche commerciali
Molte, ma non tutte, le pratiche Aldi finalizzate all'efficienza e alla riduzione dei costi sono diffuse in Germania o spesso nell'Europa continentale, assai meno nei paesi anglosassoni. Fra queste:
- i sistemi di tornelli e casse per entrata e uscita obbligate
- il deposito per l'uso del carrello
- i sacchetti a pagamento
- il rifiuto dei buoni sconto dei produttori (per i prodotti non a proprio marchio)
- l'accettazione solo di contanti (dal 2004 anche delle carte di debito, ma non ancora della carte di credito)
- il ridotto numero di personale
- una procedura standardizzata di pagamento (codici a barre su tutti i lati del prodotto; solo dopo aver pagato il cliente mette i prodotti nei sacchetti su un banco separato)
- attività pubblicitaria molto limitata (in Germania)
- offerte speciali non ricorrenti di durata settimanale di prodotti di svariate categorie merceologiche (soprattutto non alimentari)

Specializzato in prodotti essenziali come alimentari, bevande, prodotti per la pulizia, ecc., Aldi ha in genere prodotti con il proprio marchio (perfino varie marche di sigarette, a prezzi dimezzati rispetto a quelli delle marche normali) e mai più di due prodotti con altri marchi, per un totale di 700-800 articoli. La limitata varietà permette un'ampia gamma di prodotti anche con superfici di vendita più ridotte dei concorrenti. Fin dagli anni '90 Aldi offre una discreta varietà di frutta e verdura, latticini e altri prodotti freschi, recentemente anche prodotti biologici. Prodotti non alimentari (elettrodomestici, PC, abiti, ecc.) sono in genere offerti in quantità limitate come offerte speciali per la durata di una settimana o meno, con prezzi molto aggressivi.
In tutto il mondo i supermercati Aldi hanno tipicamente la stessa dimensione (800–1000 m2, una dimensione più piccola dei supermercati oggi prevalenti in Germania), lo stesso aspetto esteriore (un edificio basso con tetto a spioventi) e la stessa disposizione interna (così che il cliente trovi sempre facilmente i prodotti). Spesso i prodotti non sono collocati sugli scaffali ma lasciati sui pallet (pratica comune anche a Wal-Mart).
Gran parte dei risparmi sono riversati sui consumatori sotto forma di prezzi più bassi. Aldi usò anche la transizione all'euro (inizio 2002) per sottolineare questo approccio. Aldi ha contrastato la diffusa percezione di un livello qualitativo corrispondente ai prezzi, con successo in Germania.
Dalla metà degli anni novanta, Aldi, pur rimanendo il più grande discount in Germania, ha perso lentamente quote di mercato, soprattutto a favore dei suoi maggiori concorrenti Lidl, Netto, Norma e Penny che mettono in atto pratiche commerciali molto simili.

## Logo

Logo fino al 2017.
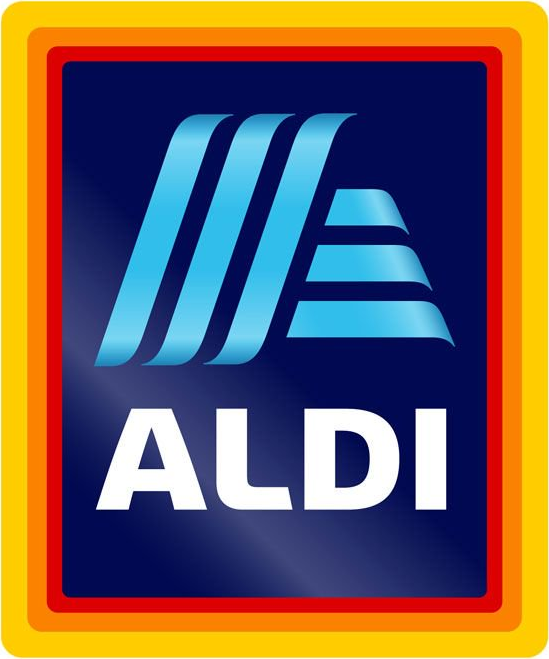
Logo dal 2017, in uso in alcune aree geografiche.